# Ufficiale (forze armate)
Un ufficiale, nella terminologia delle forze armate, indica una specifica posizione gerarchica militare addetta alla funzione di comando in seno a una forza armata e munita della necessaria autorità sull'unità militare assegnatagli.

## Carriera

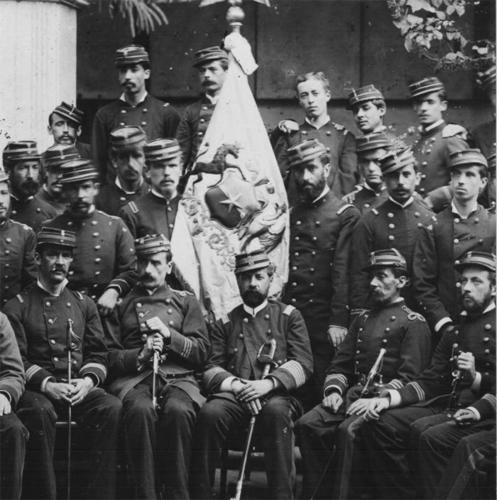
Gruppo di ufficiali dell'esercito del Cile durante la guerra del Pacifico (circa 1880)

L'ufficiale si forma in genere nelle accademie militari ed è arruolato tramite concorsi, selezioni o promozioni dal ruolo dei sottufficiali.
In molti paesi per l'accesso a questa carriera è richiesto un titolo di studio, in genere si richiede il titolo di scuola media superiore. In Italia gli allievi Ufficiali vengono nominati sottotenenti al termine del biennio di studi presso le accademie militari. Al termine di un ciclo formativo quinquennale conseguono una laurea magistrale attribuita dalle università italiane con le quali le varie forze armate hanno stipulato apposite convenzioni. Diversi ordinamenti prevedono inoltre una figura ausiliaria, ad esempio l'ufficiale di complemento e nella maggior parte gli ufficiali congedati possono essere ammessi a vario titolo nella riserva militare.
In buona parte degli ordinamenti militari, la carriera dell'ufficiale comincia dal grado di sottotenente (o assimilato) e si conclude con quello di generale. Non in tutti gli ordinamenti l'allievo ufficiale è considerato già ufficiale prima della conclusione dell’iter formativo. A seconda delle tradizioni della forza armata, e soprattutto a seconda dell'impiego caratteristico, le denominazioni dei gradi possono variare, così come, entro certi limiti, attribuzioni e funzioni: nella marina militare, ad esempio, il generale è detto ammiraglio e tutti gli altri gradi hanno diverse denominazioni rispetto agli omologhi corrispondenti delle forze di terra o del cielo.

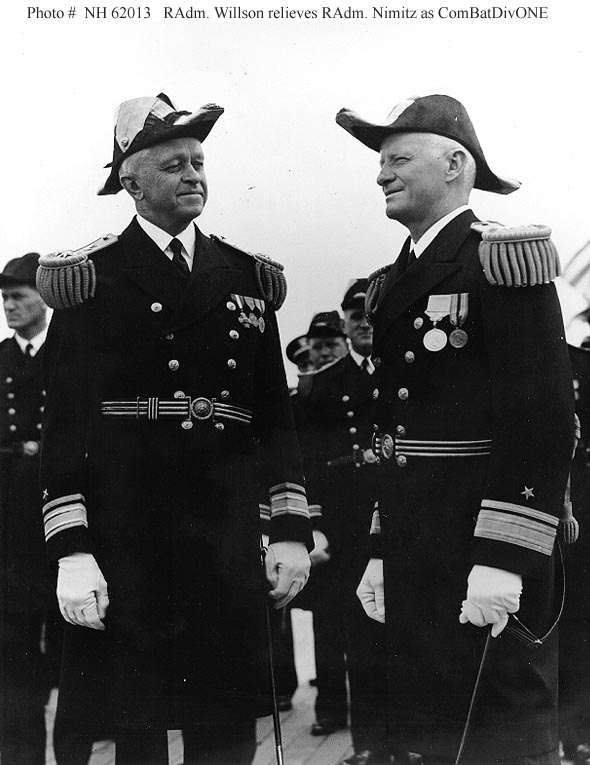
Ufficiali di marina: il contrammiraglio Russel Wilson e il pari grado Chester Nimitz, della United States Navy nel 1939

La massima autorità in ogni singola forza armata è il suo capo di stato maggiore. I capi di stato maggiore delle forze armate rispondono in genere a un capo di stato maggiore della difesa, che è quindi la massima autorità militare e che risponde direttamente al governo e ne applica le direttive.
In alcuni paesi, ma non in tutti, oltre il grado di generale vi possono essere gradi in genere onorifici, del rango di maresciallo, come il maresciallo d'Italia (oggi abolito), il maresciallo di Francia e il capitano di Spagna. La configurabilità di queste cariche nel ruolo degli ufficiali è incerta.

## Distinzioni e distintivi di grado
All'interno del ruolo ufficiali vi è inoltre una distinzione tradizionale, e in qualche ordinamento anche formale, fra gli ufficiali inferiori (da sottotenente a capitano), gli ufficiali superiori (da maggiore a colonnello) e gli ufficiali generali (tutti i generali); la promozione a ufficiale generale può essere soggetta al possesso di alcuni requisiti, fra i quali il conseguimento di alcune specializzazioni in genere afferenti alla formazione in strategia militare, ad esempio la frequentazione della scuola di guerra. La distinzione fra inferiori, superiori e generali si riflette anche negli elementi visivi dell'uniforme, a partire dai gradi di spallina.
I gradi degli ufficiali inferiori hanno infatti in genere solo stellette (o i simboli equivalenti), gli ufficiali superiori hanno le stellette e un elemento decorativo (in Italia la corona turrita), i generali le stellette e la cosiddetta "greca". Altre distinzioni nell'uniforme possono riguardare i colori delle stellette (in genere bianche-argentee per inferiori e superiori, dorate per i generali) e per gli ufficiali superiori e generali l'eventuale bordatura delle stesse (solitamente in rosso), a indicare particolari responsabilità di comando oppure (in Italia per i generali questa bordatura è dorata) avvenute promozioni per meriti speciali.
Le "stellette" classiche sono a forma di stella a 5 punte (ad esempio, ma non solo, in Italia, Repubblica Ceca, Francia, Lettonia, Norvegia, Polonia, Portogallo, Romania, Slovacchia, Turchia e Stati Uniti) o a 6 punte (ad esempio, ma non solo, in Belgio, Danimarca, Grecia, Ungheria, Lituania, Paesi Bassi), oppure diversi tipi di stella (come in Spagna); altri simboli usati sono il rombo (ad esempio, ma non solo, in Bulgaria, Germania, Islanda, Lussemburgo, Regno Unito), l'esagono (ad esempio, ma non solo, in Estonia), mentre in Canada, anche se solo per gli ufficiali generali, si usa la foglia d'acero, simbolo nazionale. In Slovenia gli indicativi sono costituiti da barrette rettangolari. In Svizzera, gli ufficiali generali portano al posto delle stelle a cinque punte una raffigurazione della stella alpina, iconico fiore delle Alpi, territorio a cui il paese deve buona parte della sua storica strategia difensiva.
L'ufficiale può indossare inoltre una sciarpa che ne segnala il comando operativo; in Italia è di colore azzurro e la sua origine si fa risalire tradizionalmente a un vessillo di questo colore fatto issare nel 1366 dal Conte Verde (Amedeo VI di Savoia) sulla sua nave ammiraglia, in onore alla Vergine. In genere la sciarpa è usata insieme con la sciabola, in molti ordinamenti consegnata all'allievo ufficiale in caso di superamento dei corsi d'accademia.
In molti ordinamenti, inoltre, l'ufficiale ha sul bavero della giubba degli alamari, in luogo delle mostrine d'arma riservate alla truppa e ai sottufficiali.

## L'ufficiale nelle forze armate italiane
La partecipazione dei giovani alle forze armate attualmente avviene con l'ingresso, per la categoria ufficiali, o in accademia o attraverso i concorsi a nomina diretta, ovvero per coloro che sono già laureati e che entrano a far parte delle forze armate in qualità di "tecnici", come ad esempio i laureati in medicina, in psicologia, in veterinaria, in ingegneria e così via. Esiste anche un'altra modalità d'ingresso attraverso i corsi AUFP (allievi ufficiali in ferma prefissata) i quali, durante o dopo la ferma hanno la possibilità di partecipare ai concorsi per l'ingresso in forza armata come ufficiali in servizio permanente effettivo. Ogni forza armata individua le categorie di interesse per le quali bandire il concorso. Il grado più basso degli ufficiali è sottotenente o guardiamarina, il più alto generale o ammiraglio.
I gradi per l'Esercito, l'Arma dei Carabinieri e la Guardia di Finanza sono: sottotenente, tenente, capitano, maggiore, tenente colonnello, colonnello, generale di brigata, generale di divisione, generale di corpo d'armata.
Per la Marina Militare i gradi sono: guardiamarina, sottotenente di vascello, tenente di vascello, capitano di corvetta, capitano di fregata, capitano di vascello, contrammiraglio, ammiraglio di divisione, ammiraglio di squadra.
Per l'Aeronautica Militare i gradi sono: sottotenente, tenente, capitano, maggiore, tenente colonnello, colonnello, generale di brigata aerea, generale di divisione aerea, generale di squadra aerea.
Infine, le riforme della fine degli anni novanta del XX secolo hanno introdotto anche la figura apicale di Generale/Ammiraglio senza alcuna indicazione ulteriore per l'incarico di capo di stato maggiore della difesa, ovvero la più alta carica militare che si può ricoprire nelle forze armate italiane.
Lo sviluppo della formazione degli allievi ufficiali nelle varie forze armate è medesimo: nei primi due anni studiano con il grado di allievo ufficiale, dal terzo anno (o primo anno di applicazione) diventano sottotenenti, e dopo il quarto tenenti. In ciascuna delle accademia militari, gli aspiranti ufficiali ottengono una laurea:
- Esercito: scienze strategiche (armi varie, commissariato, e trasporti e materiali), laurea in medicina e chirurgia (ufficiali medici), ingegneria (corpo degli ingegneri), veterinaria, chimica e tecnologie farmaceutiche (veterinari e chimici)
- Arma dei Carabinieri: giurisprudenza e scienze della sicurezza interna ed esterna;
- Guardia di Finanza: giurisprudenza e scienze della sicurezza economico-finanziaria;
- Marina Militare: scienze marittime e navali (ruolo normale), ingegneria navale e ingegneria delle telecomunicazioni (genio navale), scienze del governo e dell'amministrazione del mare (guardia costiera);
- Aeronautica militare: gestione dei sistemi aerospaziali per la difesa (ruolo naviganti e armi), ingegneria in varie specialità (genio aeronautico).

Gli ufficiali in servizio presso il Comando unità forestali, ambientali e agroalimentari dell'Arma dei Carabinieri, e i commissari della Polizia di Stato e della Polizia penitenziaria e gli ufficiali del Ruolo speciale (a cui sono esclusi gli ufficiali di complemento) devono essere già dotati di una laurea per partecipare al concorso.